# 道の駅あぷた
道の駅あぷた（みちのえき あぷた）は、北海道虻田郡洞爺湖町にある国道37号の道の駅である。

## 概要
当駅の名称は、2006年に市町村合併する前は虻田町で、「虻田」の語源であるアイヌ語「アプタペツ」（釣り針を作る川）から「あぷた」となっている。

## 施設
- 駐車場
  - 普通：51台
  - 大型：3台
  - 身障者用：3台
- トイレ（いずれも、24時間利用可能）
  - 男：大2器 小3器
  - 女：4器
  - 身障者用：1器
- 公衆電話：1台
- レストラン
- 物産直売コーナー
- 物産品販売コーナー
- アイスクリーム販売コーナー

## 休館日
- 年末年始（12月30日 - 1月5日）

## アクセス
- 国道37号 - 登録路線

## 周辺
- 北海道旅客鉄道（JR北海道）室蘭本線
- 洞爺湖温泉